# Andrei Januarjewitsch Wyschinski

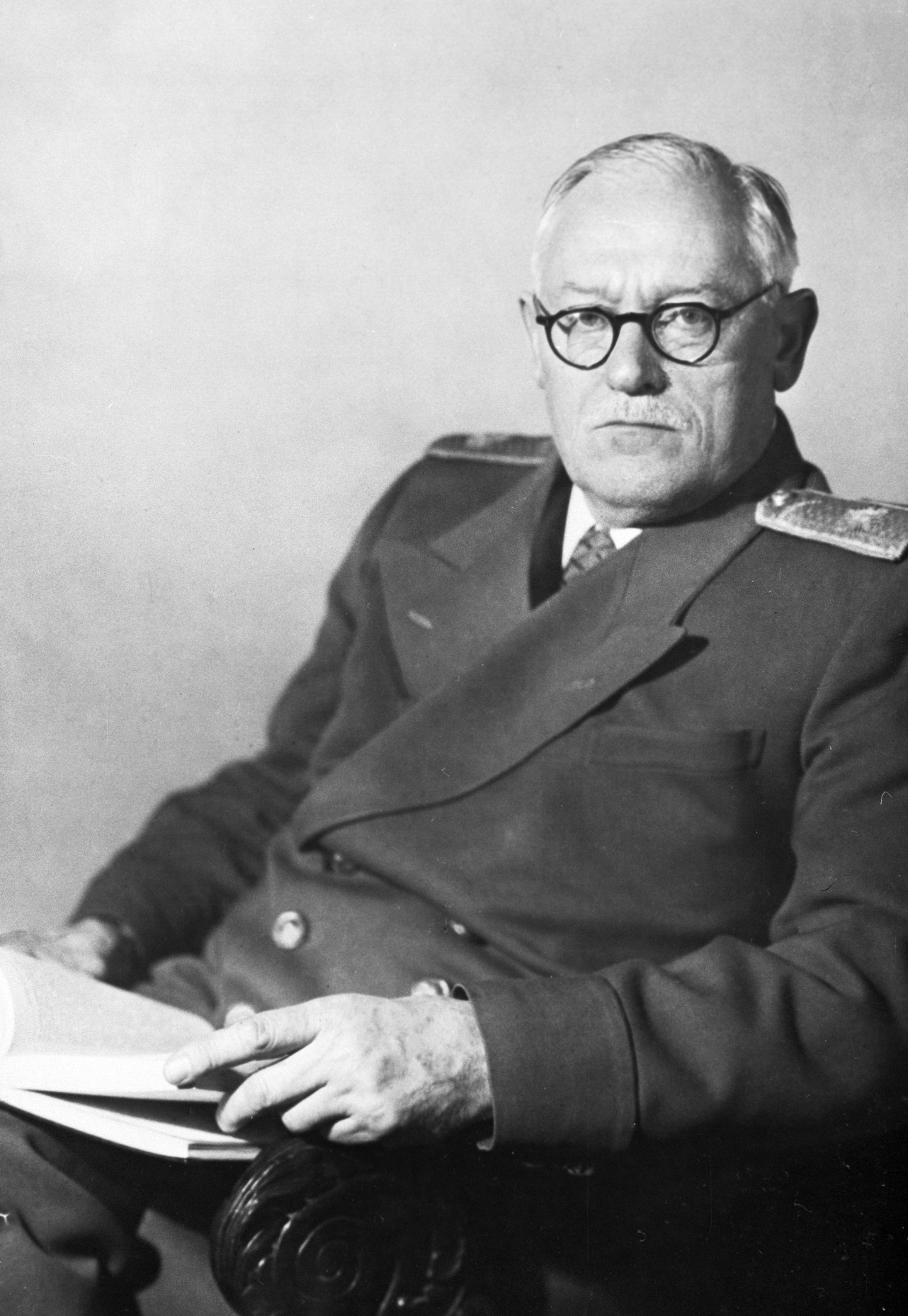
Andrei Wyschinski (1940)

Andrei Januarjewitsch Wyschinski (russisch Андрей Януарьевич Вышинский, polnisch Andrzej Wyszyński, englisch Andrey Vyshinsky; * 28. Novemberjul. / 10. Dezember 1883greg. in Odessa; † 22. November 1954 in New York, NY) war ein sowjetischer Jurist, der von 1935 bis 1939 das Amt des Generalstaatsanwaltes der Sowjetunion und von 1949 bis 1953 des sowjetischen Außenministers bekleidete.

## Leben
Andrei Wyschinski war der Sohn eines hohen zaristischen Beamten polnisch-katholischer Herkunft. Er schloss sich 1903 den Menschewiki der Sozialdemokratischen Arbeiterpartei Russlands an. Bis 1913 studierte er an der Kiewer Universität Rechtswissenschaften, danach wurde er dort als wissenschaftlicher Mitarbeiter und Doktorand eingestellt, musste allerdings wegen seiner politischen Ansichten die Stadt auf Anweisung der zaristischen Polizei verlassen.
Nach der Februarrevolution 1917 bekleidete er für wenige Monate den Posten des Leiters der Miliz des Moskauer Stadtbezirks Samoskworetschje. In dieser Funktion zeichnete er den Haftbefehl gegen Lenin und Grigori Sinowjew gegen, der von der Kerenski-Regierung erlassen wurde. Erst 1920 trat Wyschinski in die KP ein. Er gewann rasch das Vertrauen Stalins, den er bereits während der Zarenzeit im Gefängnis getroffen hatte, und machte eine Karriere als Dozent und Rechtstheoretiker.
Er war von 1923 bis 1925 Staatsanwalt beim Obersten Gericht der Sowjetunion, wechselte dann aber in die Wissenschaft. Von 1925 bis 1928 war er Rektor der Moskauer Staatsuniversität, ein bedeutender Posten innerhalb des sowjetischen Hochschulsystems, dann von 1928 bis 1931 Mitglied des Kollegiums des Volkskommissariats für das Bildungswesen. Im Jahr 1928 hatte er als Richter im Schachty-Prozess fungiert. Von 1931 bis 1933 war er Staatsanwalt der RSFSR und stellvertretender Volkskommissar der Justiz der RSFSR, dann ab 1933 stellvertretender Staatsanwalt der Sowjetunion. 1934 gehörte er zu den Leitern der staatsanwaltschaftlichen Ermittlungen nach der Ermordung des Leningrader Parteiführers Sergej Kirow. Durch Folter erbrachte die Untersuchung das von Stalin gewünschte Ergebnis.
Von 1935 bis 1939 war Wyschinski Generalstaatsanwalt der Sowjetunion. In enger Absprache mit Stalin entwarf er die Drehbücher für die Schauprozesse (bzw. Justizmorde), wobei die Angeklagten meist durch schwere Folter und falsche Zusagen (etwa dass ihre Familien verschont blieben oder sie nicht zum Tod verurteilt würden) zu ihren Aussagen und den erwünschten zum Teil absurden Geständnissen gebracht wurden. Bei seinen Auftritten schrie er die Angeklagten oft an und verwendete ordinäre Schimpfwörter für sie. Wyschinski war gelegentlich bei der Vollstreckung der von ihm beantragten Todesurteile persönlich anwesend, etwa als der NKWD-Henker Wassili Blochin Marschall Michail Tuchatschewski mit Genickschuss tötete. In dieser Zeit und später, während er als Leiter des Rechtsinstituts der Akademie der Wissenschaften der UdSSR fungierte (von 1937 bis 1941), vertrat er den Grundsatz, dass alles Recht Ausdruck des Willens der herrschenden Klasse sei. In seinen Augen reichten die Geständnisse der Angeklagten aus, um ihre Schuld zu dokumentieren; sie seien die wichtigsten Beweismittel. Die Nowaja gaseta schrieb 2018, er sei der erste Staatsanwalt gewesen, der zeigte, dass man „überhaupt auf Beweise verzichten kann“. Gleichzeitig war er brillant für Stalin dafür zuständig, den Anschein einer vollen Legalität der staatlichen Handlungen zu erwecken.
1939 wurde er Mitglied des Zentralkomitees und stellvertretender Vorsitzender des Rats der Volkskommissare, ab 1940 gleichzeitig der Erste Stellvertreter des Volkskommissars für die äußeren Angelegenheiten (Außenminister) Wjatscheslaw Molotow. Im Juni 1940 wurde er als Beauftragter der sowjetischen Regierung nach Lettland entsandt, das in der Folge nach gefälschten Wahlen von der Sowjetunion annektiert wurde.

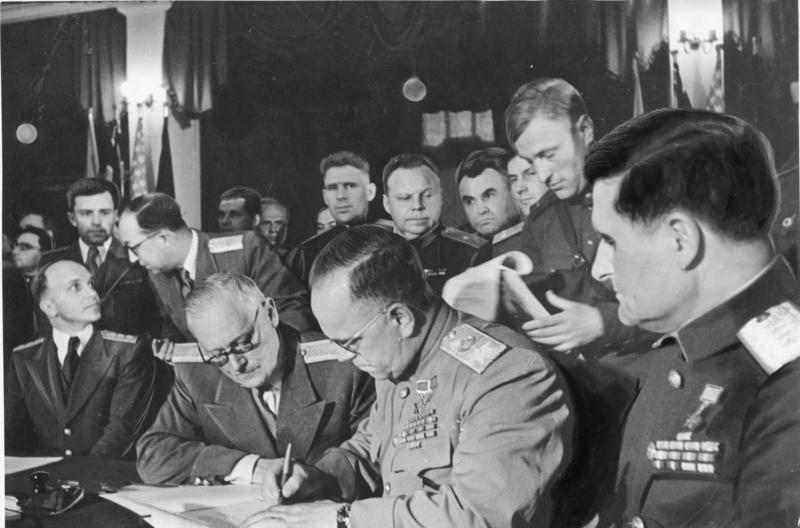
Wyschinski neben Marschall Schukow bei der Unterzeichnung der deutschen Kapitulationsurkunde in Berlin-Karlshorst

Unmittelbar nach Kriegsende bekam Wyschinski den Auftrag, das Drehbuch für den Moskauer Prozess der Sechzehn zu entwerfen, angeklagt waren polnische Politiker und hohe Militärs, die sich gegen die Sowjetisierung ihres Heimatlandes stellten. Anschließend leitete er die Regierungskommission, die hinter den Kulissen die sowjetische Juristendelegation für die Nürnberger Prozesse vorbereitete. Dazu gehörte die Präparierung angeblicher Zeugen des Massakers von Katyn, die bestätigen sollten, dass es sich um ein deutsches Verbrechen handelte.
Am 4. März 1949 übernahm er als Nachfolger Molotows den Posten des Außenministers der Sowjetunion. 1952/53 war er kurzzeitig Kandidat des Präsidiums des Zentralkomitees der KPdSU. Nach dem Tod Stalins 1953 verdrängte ihn Molotow wieder vom Posten des Außenministers und schob ihn als Botschafter zu den Vereinten Nationen nach New York ab. In New York wurde er berühmt für sein leidenschaftliches Verfechten genau jenes Standpunktes, den seine Vorgesetzten im Augenblick befohlen hatten. Sein Auftreten zur Zeit des beginnenden Kalten Krieges zielte eher darauf, die UNO als Plattform der Konfrontation – auf welcher Wyschinski in den Worten der Nowaja gaseta „ausländische Diplomaten niedertrampelte“ – zu gebrauchen, denn darin, ihren eigenen Anspruch der Möglichkeit von Kompromissfindung aufzunehmen.
Wyschinski starb 1954 in New York. Seine Urne wurde an der Kremlmauer in Moskau beigesetzt. Die in Paris erscheinende russische Emigrantenzeitung Russkaja Mysl berichtete damals unter Berufung auf Quellen im CIA, Wyschinski sei von einem eigens aus Moskau angereisten Agenten vergiftet worden, er sei Opfer des Machtkampfes nach Stalins Tod geworden. Die Generalstaatsanwaltschaft der Russischen Föderation gab 2014 auf ihrer Webseite an, er habe Selbstmord begangen.
Er war Autor von insgesamt fast 200 Publikationen, war seit 1939 Mitglied der Akademie der Wissenschaften der UdSSR und viermal mit dem Leninorden ausgezeichnet worden. Seine Arbeit Die Theorie der Beweisführung beim Gericht im sowjetischen Recht, die politische Repressionen theoretisch rechtfertigt, bekam 1947 den Stalinpreis erster Klasse verliehen.

## Rezeption
Seine Reden während der Moskauer Schauprozesse 1936 bis 1938 dienten in den frühen Jahren der DDR als Diskussionsgrundlage und Schulungsmaterial. Sie vermittelten – so Justizministerin Hilde Benjamin 1952 – „nicht nur grundlegende Erkenntnisse der Theorie des Staates und des Rechtes, sondern auch der Staats- und Rechtspraxis“. Vor diesem Hintergrund wurde die Strafprozessordnung der DDR entwickelt. Am 27. November 1954 wurde in einer Gedenkfeier der Vereinigung Demokratischer Juristen das Wirken Wyschinskis im Ministerium der Justiz ausdrücklich gewürdigt.
In einem Überblick über sein Lebenswerk schrieb die Nowaja gaseta, Anstellungen in höchsten Ämtern hätten seinen Talenten entsprochen, aber vielleicht wären zu anderen Zeiten angeborene Gemeinheit, Feigheit und Prinzipienlosigkeit weniger gefragt gewesen. Dean Acheson, von 1949 bis 1953 Außenminister der Vereinigten Staaten, sagte über Wyschinski: „Ein geborener Schurke, obwohl amüsant.“

## Werke
- Kurs ugolovnogo procesa (deutsch Das Lehrbuch des Strafprozesses). Moskau 1927.
- Sudoustrojstvo v SSSR (deutsch Gerichtsstrukturen in der UdSSR). Moskau, 1939.
- Teorija sudebnych dokazatel'stv v sovetskom prave (deutsch Die Theorie der Beweisführung beim Gericht im sowjetischen Recht). Moskau, 1941.
- Voprosy teorii gosudarstva i prava (deutsch Die Fragen der Staats- und Rechtstheorie). Moskau, 1949.
- Voprosy meždunarodnogo prava i meždunarodnoj politiki (deutsch Die Fragen des Völkerrechts und der internationalen Politik). Moskau, 1949.
- Gerichtsreden, Berlin 1952